# ヒュンダイ・ステラ

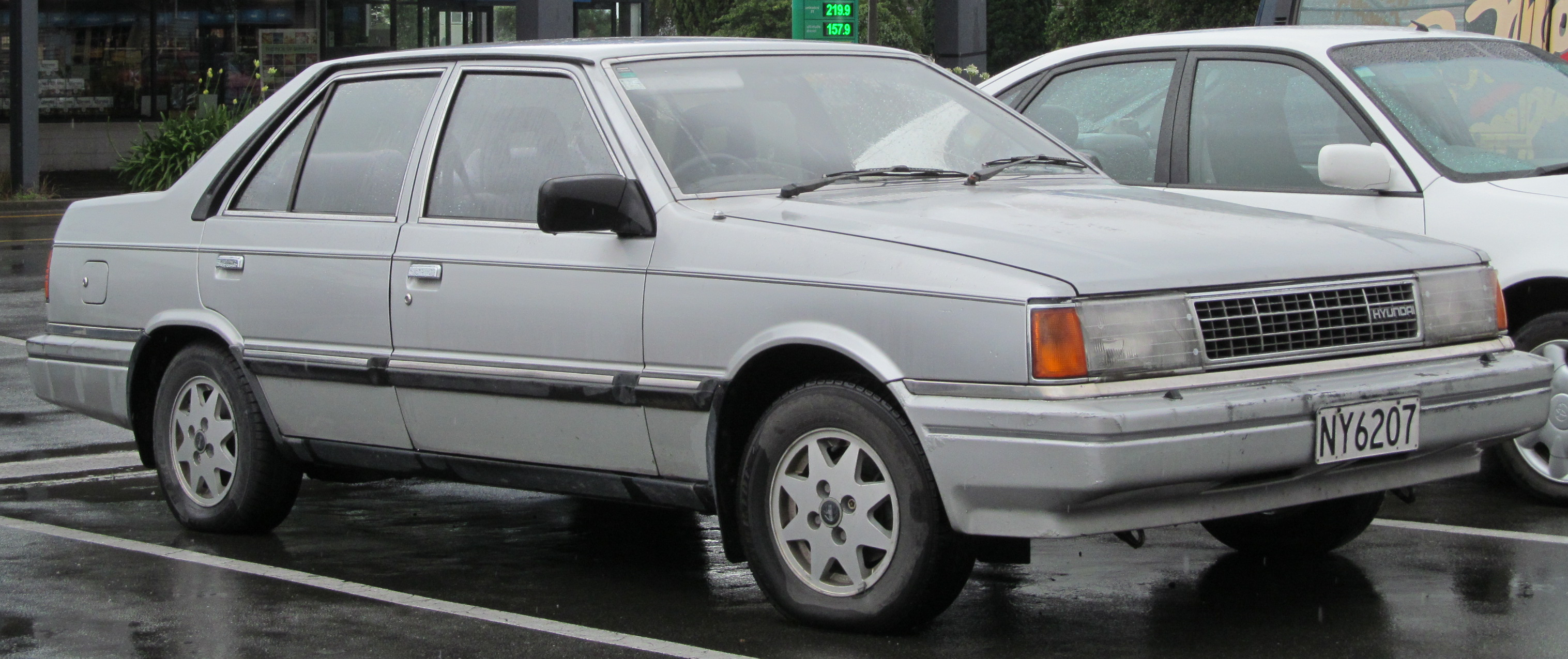
ステラ（後期型）

ステラ（STELLAR、朝: 스텔라）は、大韓民国の自動車メーカー、現代自動車により製造・販売されていた4ドアセダン型の普通乗用車（同国における区分では中型車、欧州における区分ではDセグメント）である。

## 概要
現代自動車がノックダウン生産したコーティナの後継車として1983年5月に発表・発売された。シャシーは流用しながらも、スタイリングをジョルジェット・ジウジアーロの手によって一新したモデルで、エンジンは三菱の4G32、4G33、G15B、4G62が搭載されている。
1985年3月、韓国市場において、カナダ輸出向けのグレード「CXL（Canada eXport Limited）」が追加され、5マイルバンパー、サイドマーカー、プリマトリムの高級仕様を適用したモデルで、テールランプの凹み2箇所にブラックマインが埋められている。
1985年11月に同車をベースとした「ソナタ（Y型）」が発売され、各部の高級化を図ったモデルで、ステラの最高級バージョンとして公開されていた。
1986年、CXLの最高位グレードとして、「APEX」を追加された。ヘッドランプ、方向指示灯、ラジエーターグリル、テールランプ等もマイナーチェンジモデルに変更されていた。
1987年にはマイナーチェンジが行われ、ソナタと同様のフェイスリフト等の変更が施されていた。型式はY1系。同年9月、ソウルオリンピック公式車指定モデルの「ステラ88」が発売され、テールランプはスモーク処理され、ドアミラーとバンパー全体にボディカラーが適用され、ラジエーターグリルとホイールカバーが新しくデザインされていた。
1990年6月、シリウス1.8ℓMPiエンジンを搭載した最終グレード「ステラ1.8i」を追加販売。ラジエーターグリル、ホイールカバーの小変更が行われていた。
1990年10月に後継車モデルとなるエラントラ（J1系）が発売され、一般自家用仕様は1992年に生産終了し、タクシー仕様は1997年1月まで並行生産されていた。

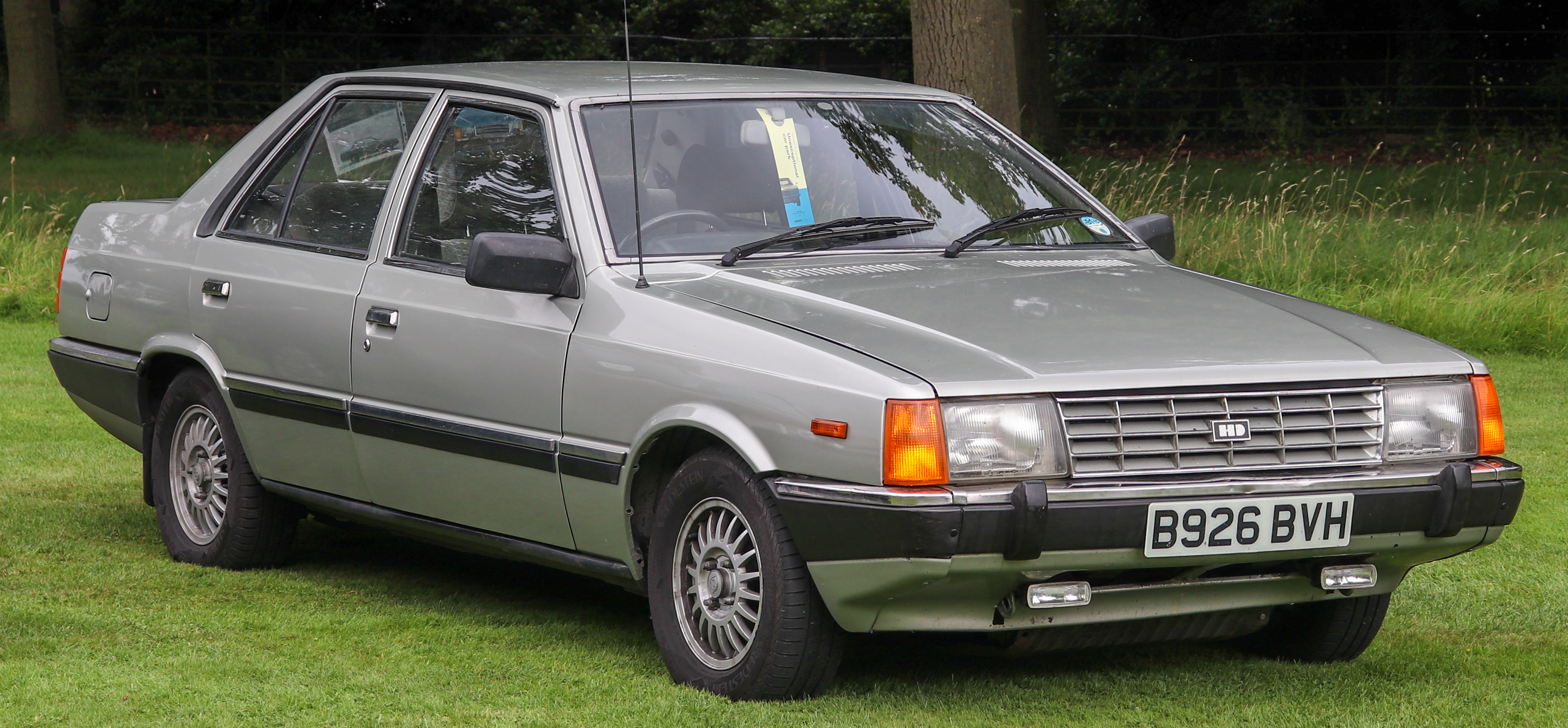
ステラ（前期型） フロント
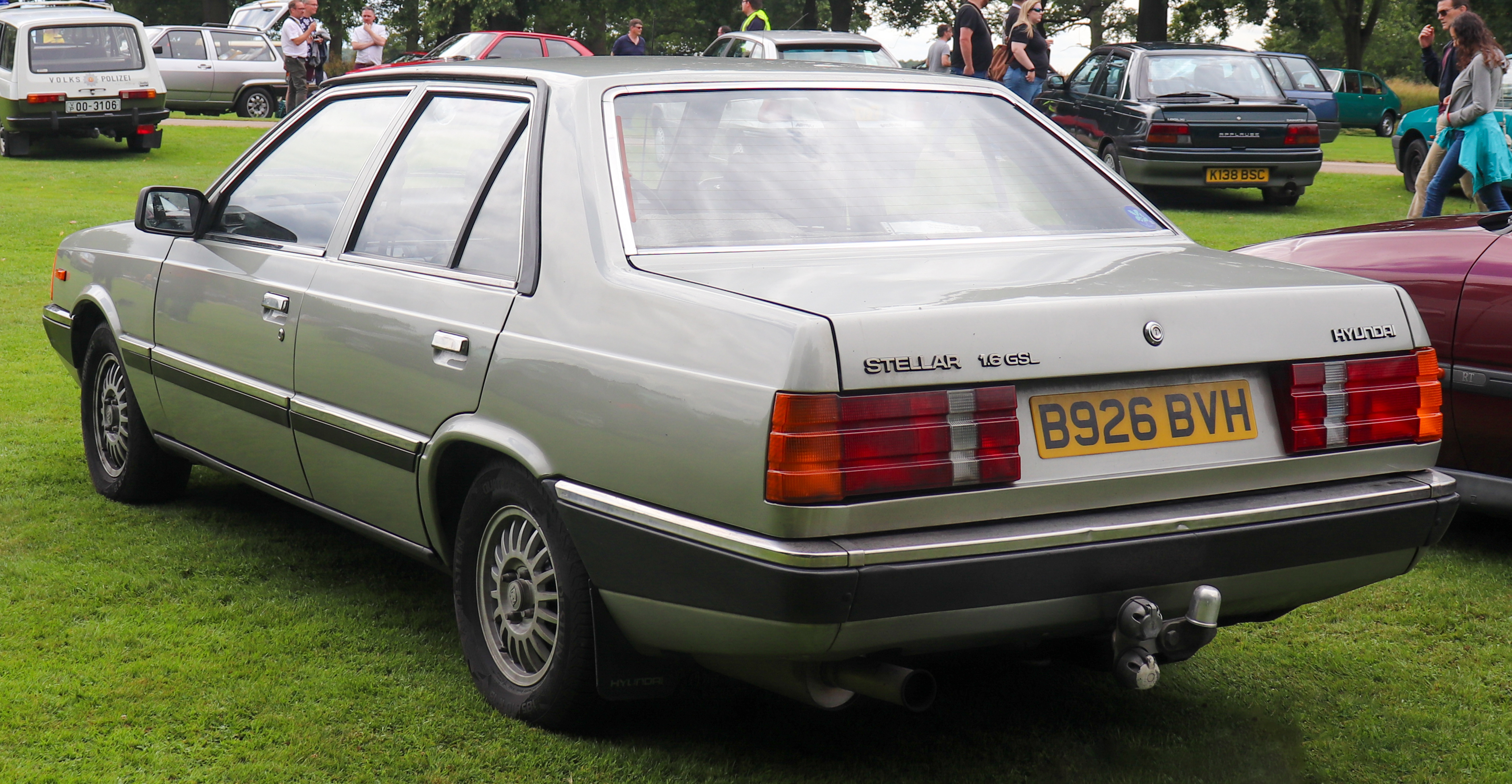
ステラ（前期型） リア
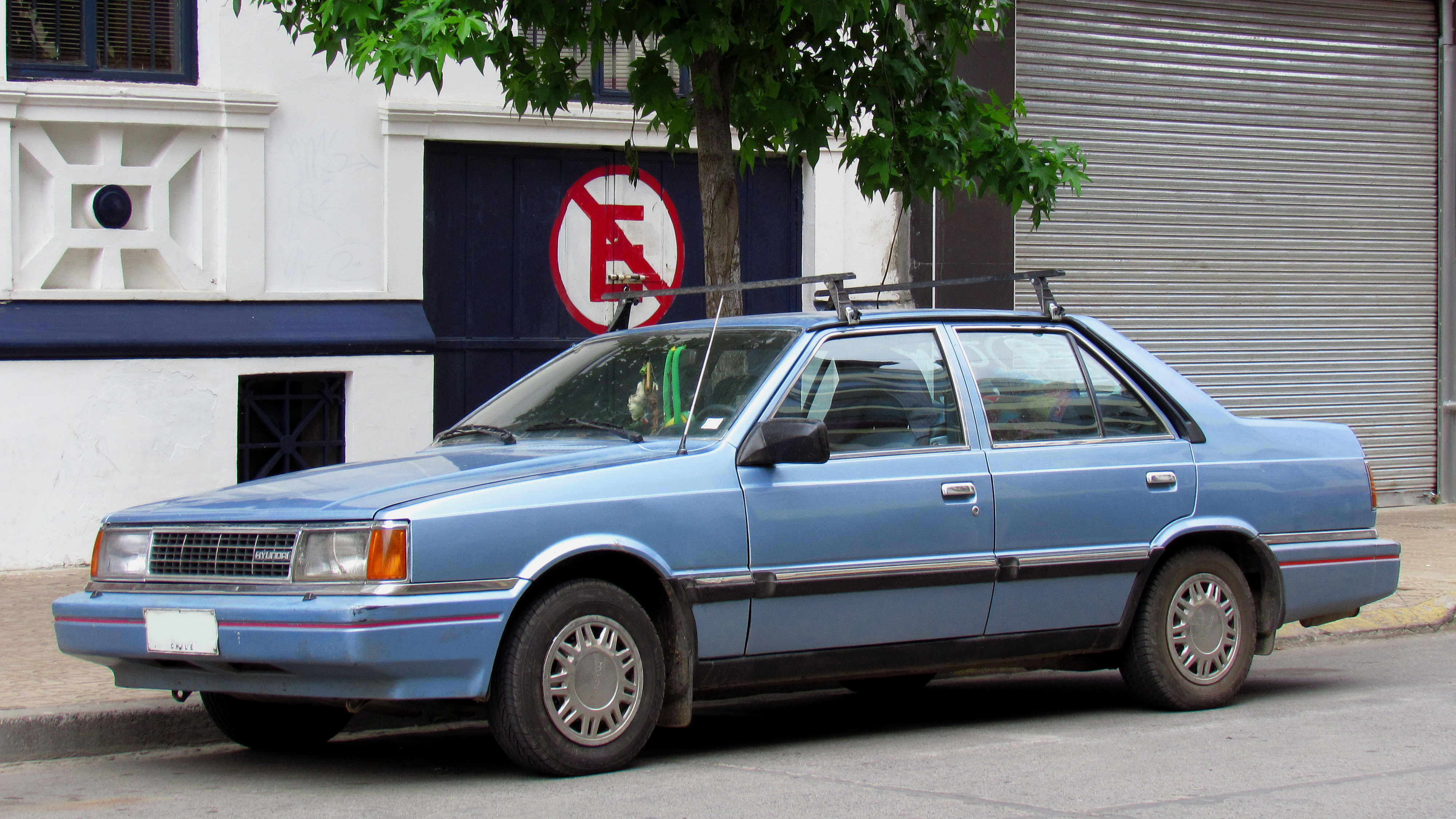
ステラ プリマ 1988年型
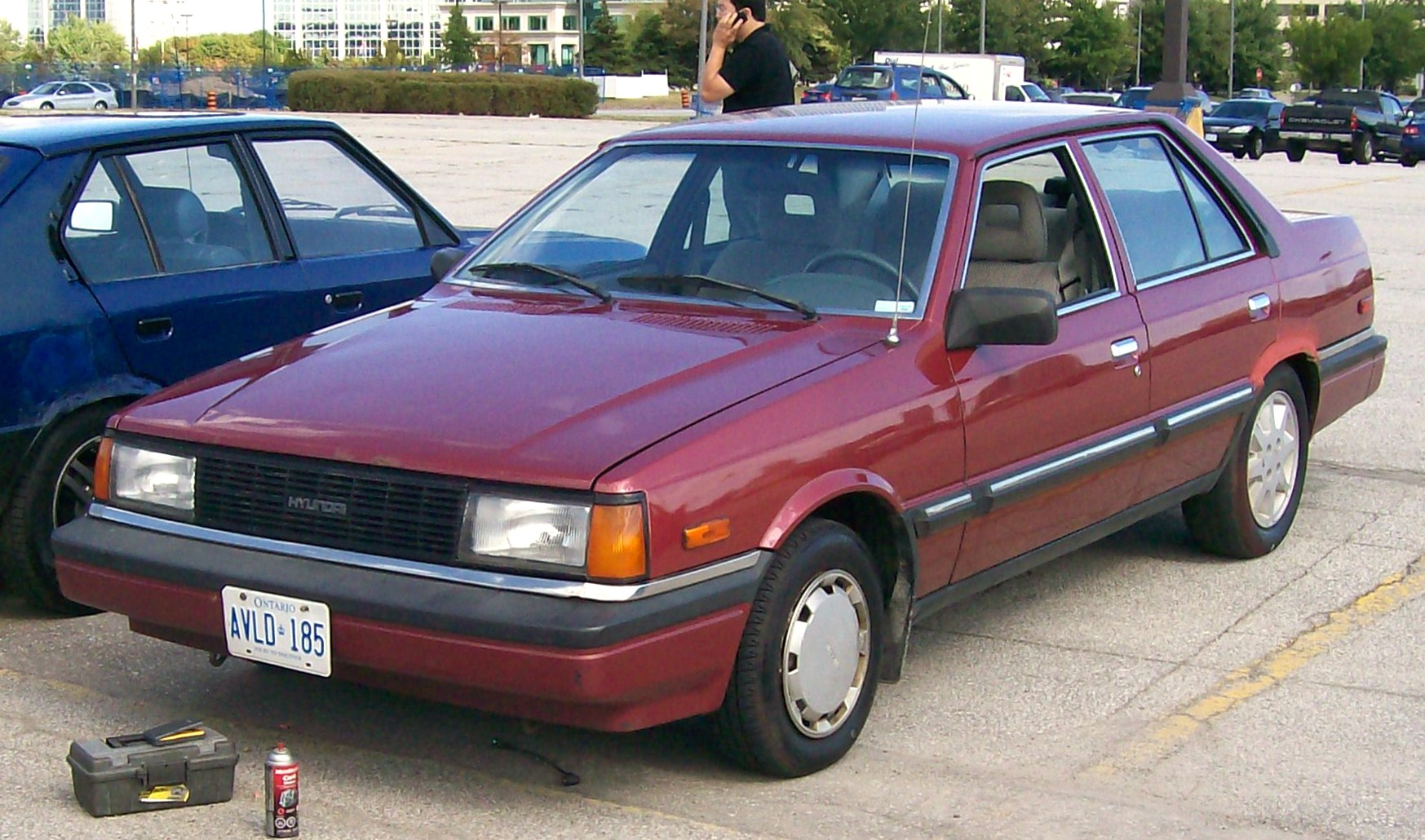
ステラ CXL（カナダ）
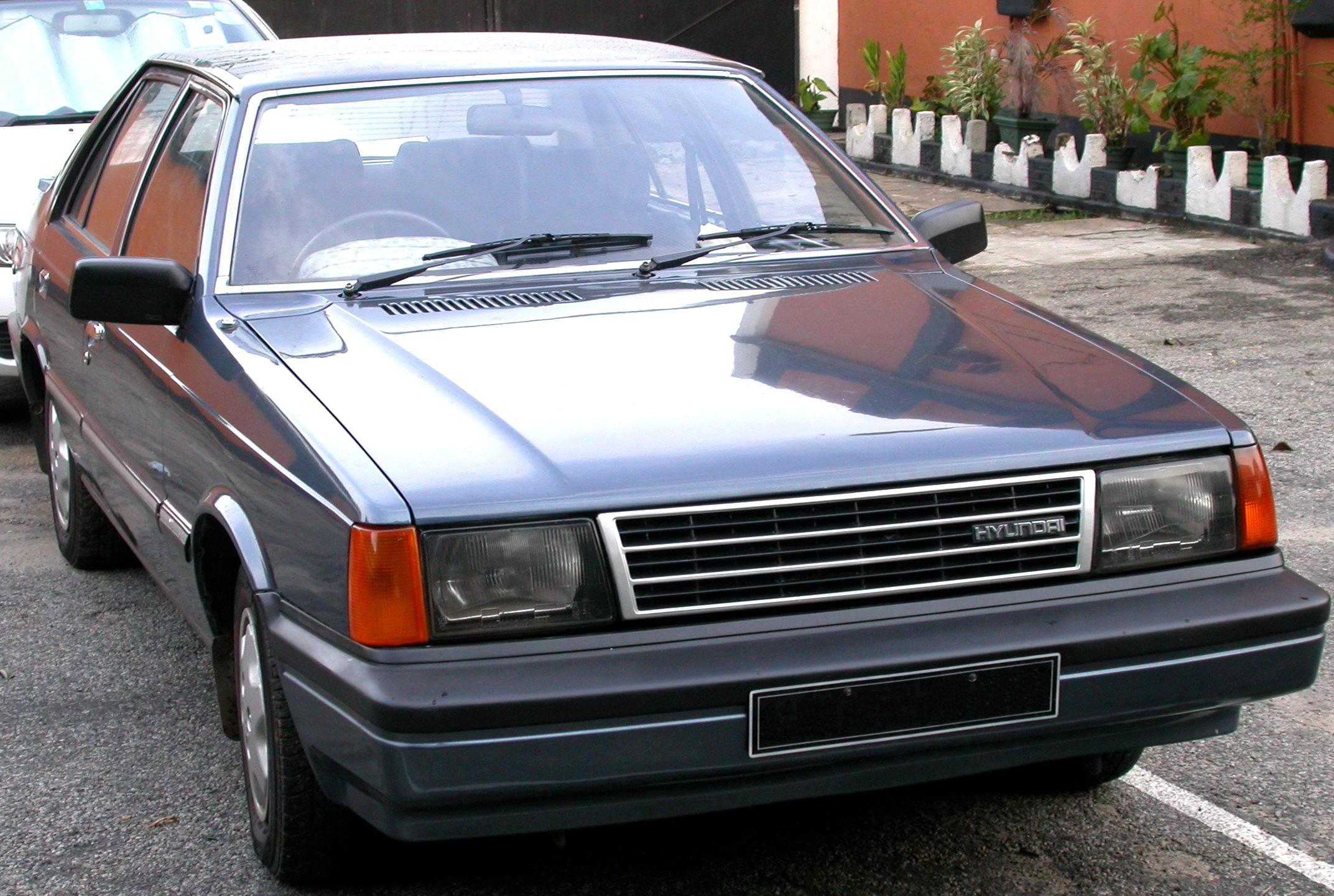
ステラ GSL
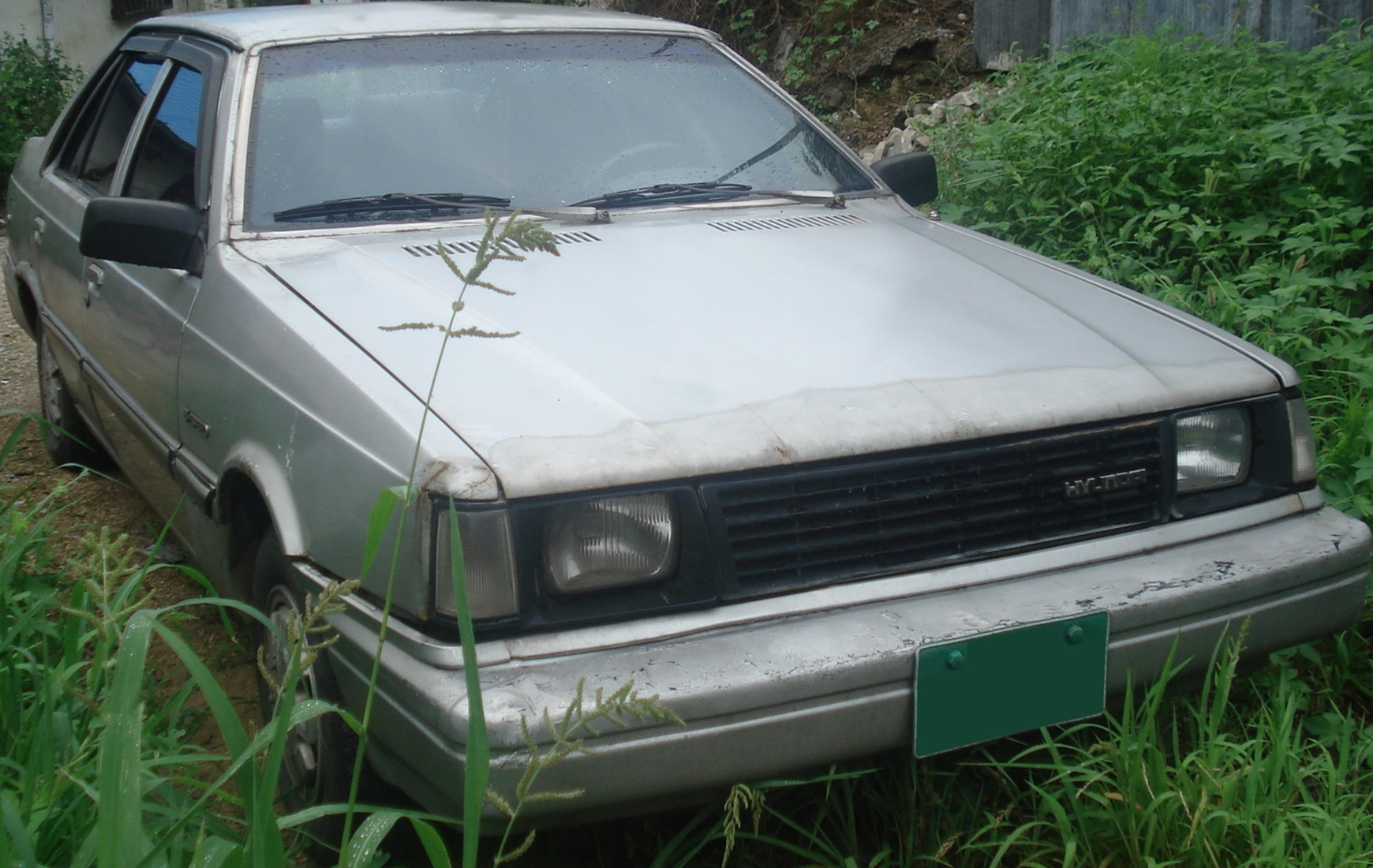
ステラ GX フロント
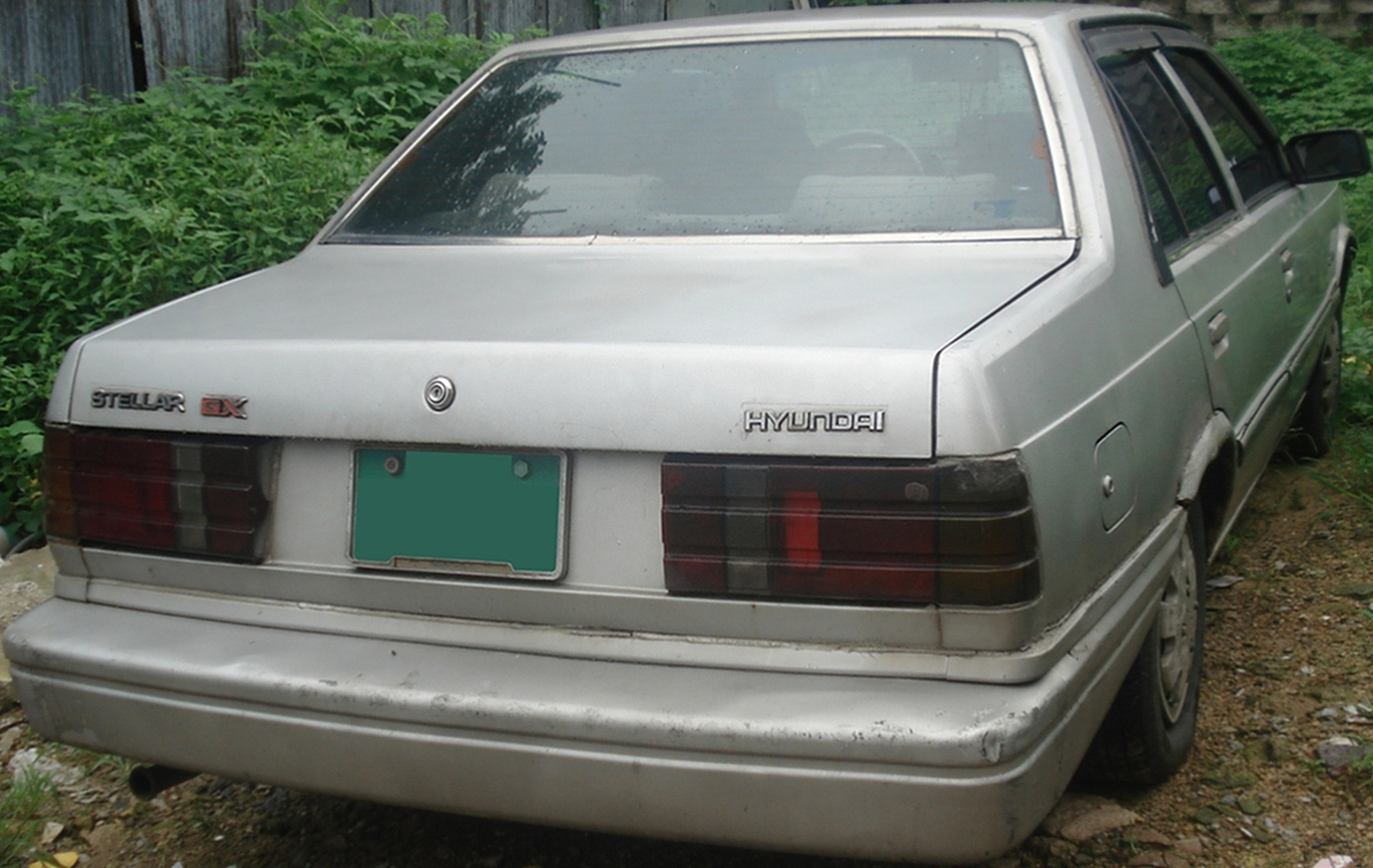
ステラ GX リア
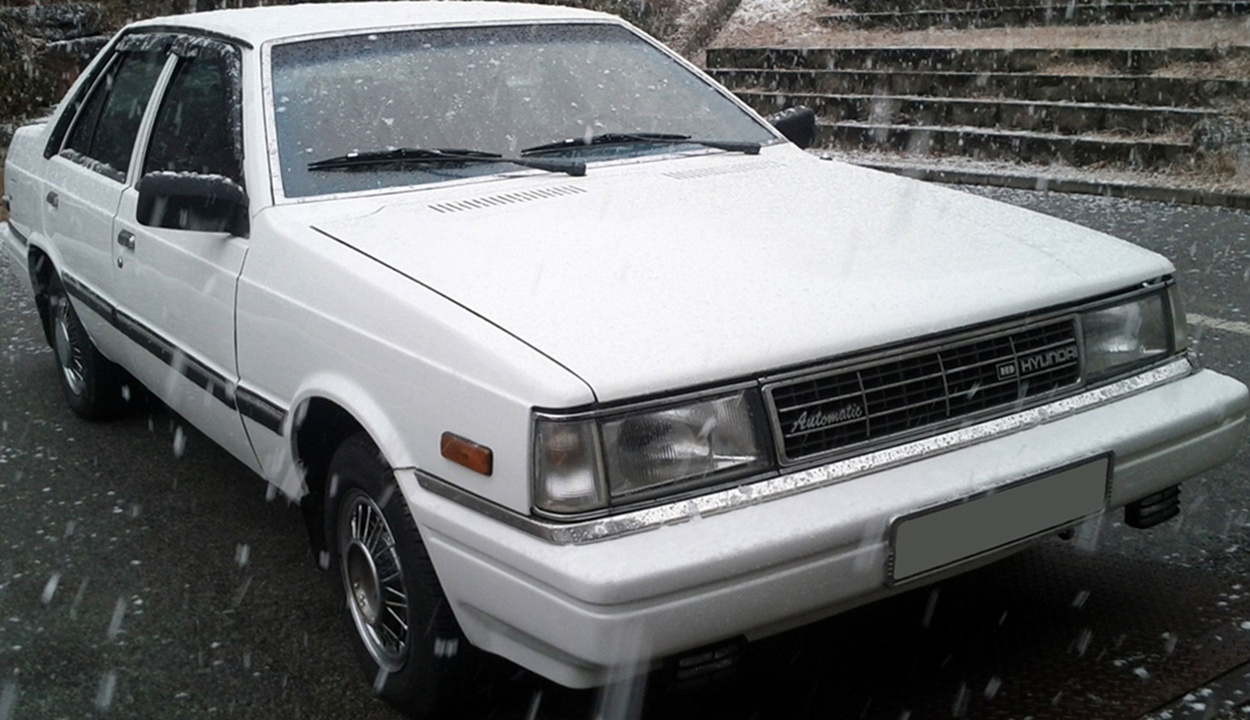
ステラ 88 フロント
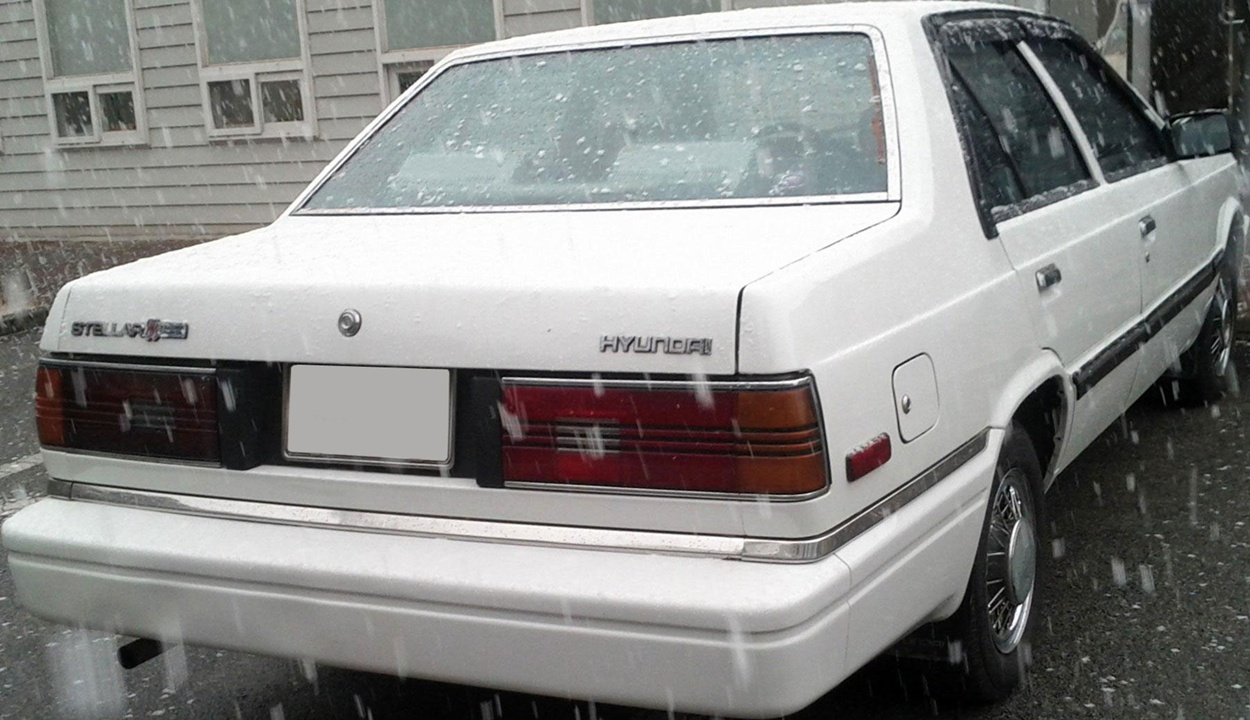
ステラ 88 リア
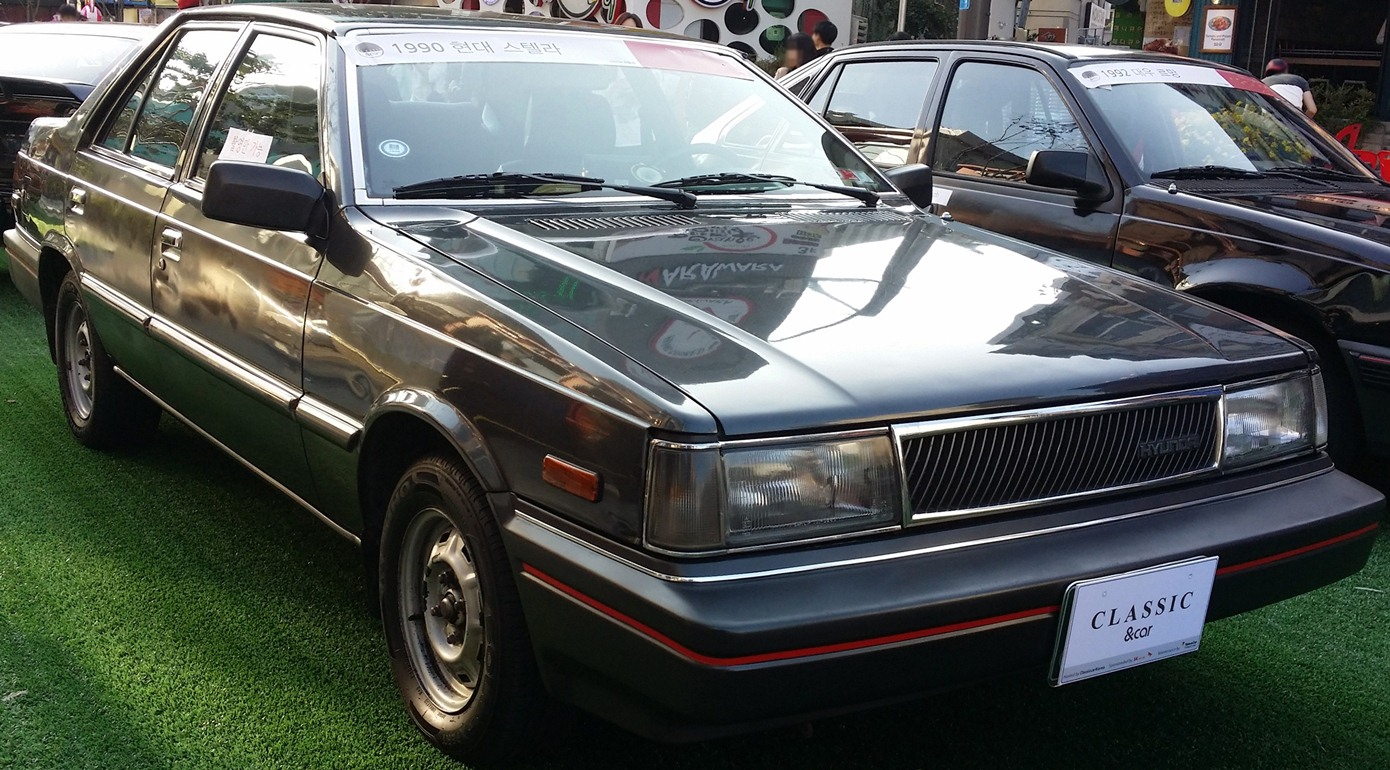
ステラ 1.8i フロント
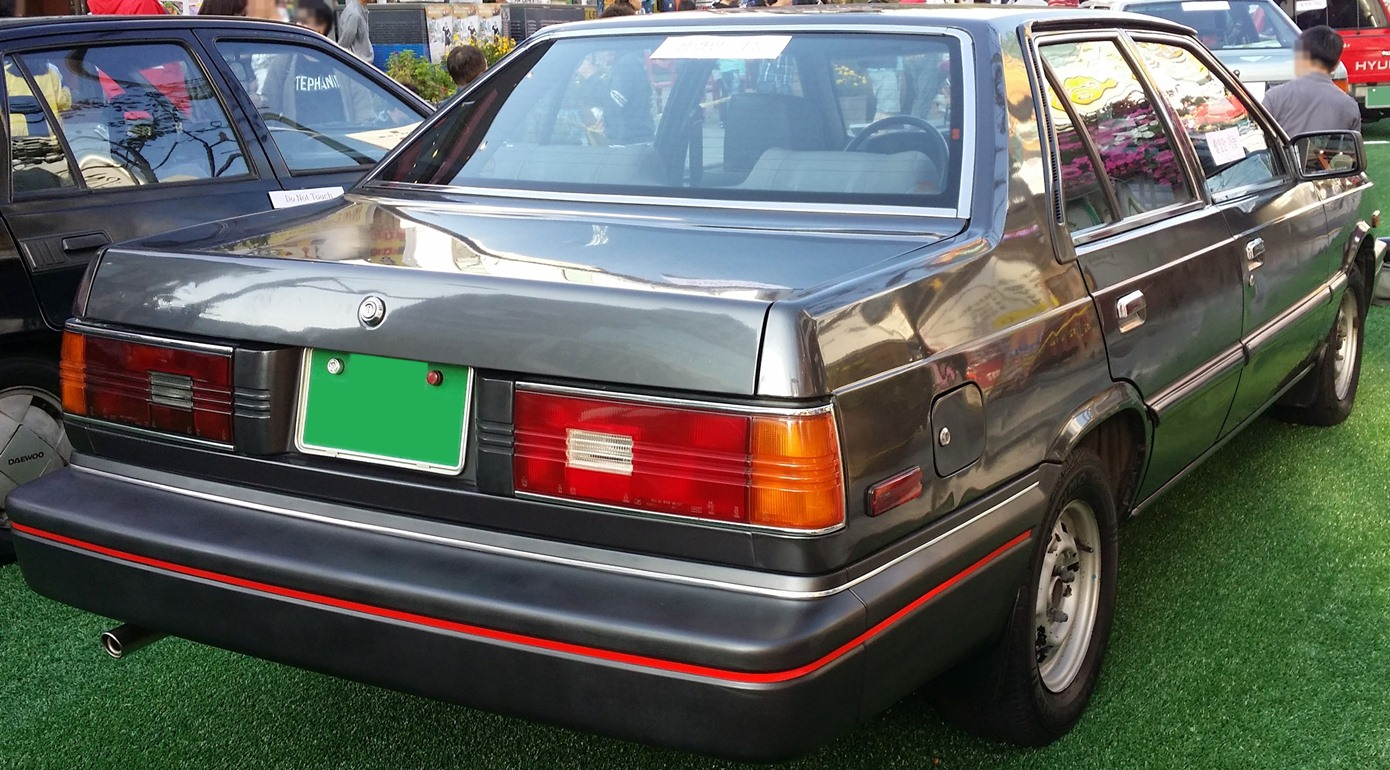
ステラ 1.8i リア

## 車名の由来
ラテン語で『星の』を意味する『Stellaris』（ステラリス）に由来する。